# Orange-Buschfisch
Der Orange-Buschfisch (Microctenopoma ansorgii) ist eine Art aus der Gattung der Microctenopoma, die zur Familie der Kletterfische (Anabantidae) gehört. Er lebt in krautigen Abschnitten kleinerer Fließgewässer im Gebiet des Kongobeckens, ist vorwiegend nachtaktiv und ernährt sich von kleinen Wirbellosen.

## Merkmale
Der Orange-Buschfisch hat einen gestreckten, seitlich abgeflachten Körper und erreicht eine Länge von acht Zentimeter. Er ist bräunlich bis gelbbraun mit bläulichem oder violettem Schimmer auf den Flanken. Die Bauchseite ist oft gelblich. Sechs oder sieben dunkle Querstreifen, die schmaler sind als ihre Zwischenräume erstrecken sich über die Körperseiten und setzen sich auf Rücken- und Afterflosse fort. Die Zwischenräume auf den Flossen sind rötlich, ihre Spitzen und die vorderen Flossenstrahlen der Bauchflossen weiß. Die Schwanzflosse ist orange oder dunkelbraun. Männchen sind meist kräftiger gefärbt.
In der einzigen, durchgehenden Rückenflosse ist deutlich ein hartstrahliger und ein weichstrahliger Teil zu unterscheiden. Sie wird von 14 bis 18 Flossenstacheln und 9 bis 12 Weichstrahlen gestützt. Die Afterflosse hat normalerweise neun bis zehn Flossenstacheln und 10 bis 12 Weichstrahlen.

## Vorkommen
Heimisch ist der Orange-Buschfisch im Kongobecken, im Norden bis nach Kamerun und die Zentralafrikanische Republik und im Süden von Nordangola bis in den Süden der Demokratischen Republik Kongo. Orange-Buschfische kommen in kleineren Flüssen und Bächen mit geringer Strömung und dichtem Schwimmpflanzenbewuchs vor.

## Fortpflanzung
Der Orange-Buschfisch baut zur Fortpflanzung ein Schaumnest. Das aus Luftperlen bestehende Nest wir meistens an Schwimmpflanzen verankert. Der Laichvorgang findet unter dem Nest, bei niedrigem Wasserstand auch in der Nähe des Gewässerbodens statt. Die Eier steigen durch ihren Fettgehalt nach oben in das Nest. Die Larven schlüpfen nach etwa 24 Stunden, die Larven schwimmen nach drei Tagen frei. Während dieser Zeit wird das Schaumnest vom Männchen bewacht.